# Filippo di Cognac
Filippo di Cognac (inizio anni 1180 – dopo il 1211) era un figlio illegittimo che re Riccardo I d'Inghilterra ebbe da una donna di cui non conosciamo il nome.
Filippo aveva raggiunto l'età adulta entro la fine degli anni novanta del XII secolo. Il padre lo sposò con la sua protetta Amelia, l'erede di Cognac, località francese nella Charente. Tuttavia, quando lei morì senza figli, Riccardo ne mantenne il castello e lo diede al suo siniscalco, Roberto di Thornham.
Il re fu ferito a morte durante la repressione della rivolta del visconte Aimaro V di Limoges nel 1199, e morì senza eredi legittimi. Il cronista Ruggero di Hoveden affermò che più tardi, quello stesso anno,
(Ruggero di Hoveden, Chronica, vol. 4, p. 97)
Nessun'altra fonte lo conferma, o indica esplicitamente che la morte di Aimaro di Limoges sia stata violenta. Tuttavia, il planh (lamento) di Giraut de Bornelh per lui composto, Planc e sospir, suggerisce che la sua morte giunse inaspettata.
Un ulteriore riferimento a Filippo si trova nei Pipe roll del 1201, durante il regno di suo zio, Giovanni d'Inghilterra: «Et Philippo f. R. Ricardi L m. de dono R.» («E a Filippo, figlio di re Riccardo, cinquanta marchi in regalo»), dopo di che si sa poco altro.

## Nella cultura popolare
William Shakespeare descrisse Filippo di Cognac come "Filippo il Bastardo" nella sua opera teatrale, Re Giovanni (fine del Cinquecento), dove è figlio di Lady Faulconbridge, vedova di Sir Robert Faulconbridge, e apprende della sua vera origine nella prima scena:
()
In realtà la madre di Filippo è sconosciuta.
Un'altra versione altamente romanzata di Filippo, interpretata da Stephen Moyer, figura come l'eroe romantico di Gwyn - Principessa dei ladri (2001), un'avventura Disney creata per la TV per giovani spettatori, in cui Keira Knightley interpreta Gwyn, la figlia di Robin Hood. Ciò segue la tradizione, iniziata da John Mair e resa popolare da Walter Scott, di ambientare le leggende di Robin Hood all'epoca del regno di Riccardo. In questo film, Robin Hood, sua figlia e i fuorilegge aiutano Filippo a prendere il trono a suo zio, il principe Giovanni, e Filippo e Gwyn si innamorano.